# 1924年移民法令 (美国)

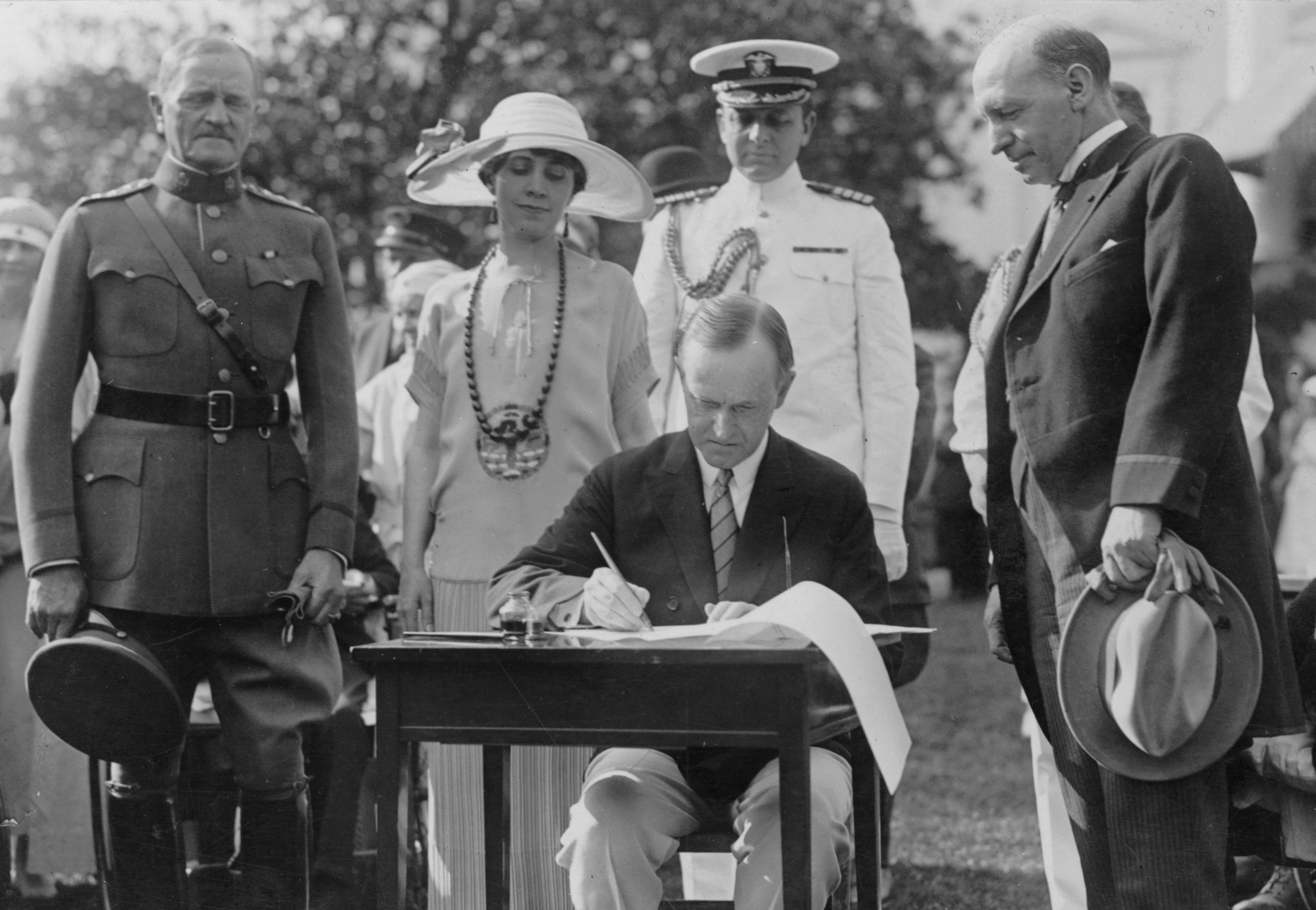
卡尔文·柯立芝在白宮南草坪簽署《1924年移民法令》

《1924年移民法令》（英語：Immigration Act of 1924），又称《约翰逊-里德法令》（Johnson-Reed Act）或《国家起源法令》（National Origins Act），以及包括在内的特别条款《排亚法令》（Asian Exclusion Act），是一套为了限制移民数量的美国联邦法令。该法令以于1890年人口普查为基础，规定每年来自任何国家的移民只能占1890年时在美生活的该国人数的2%，低于1921年移民限制法令的3%的上限设定。该法令取代了1921年的紧急配额法令。除禁止中东、东亚和印度移民外，该法律进一步限制了南欧和东欧移民（那里的犹太人自1890年代开始大批迁移以躲避波兰和俄国的迫害，以1890而非1910或1920为基准即是故意不使用真正与当时实际人数成比例的配额）。
法令的主要作者为美国众议员阿尔伯特·约翰逊和美国参议员大卫·A·里德，法令的支持者期望通过该法令确立清晰的“美国身份同一性”来“保持国民中基本类别的种族的优势，以此来稳定美国民族构成”。反对者将法令描述为种族歧视的“反美国精神”法令。该法令是美国1890年代到1920年代“本土主义”运动的一部分，在当时的社会背景以及强劲的游说下，美国国会的反对声很小。

## 背景历史
美国是一个由移民及其后代组成的国家。自独立以来，美国一直实行开放的移民政策，移民的到来为美国的开疆扩土和工业发展作出了重要贡献。内战前到达美国的移民中，爱尔兰人最多，德意志人紧随其后。在1815-1860年间，约有500万移民来到美国，一半以上来自大不列颠岛，其中200万来自爱尔兰；这是1840年代欧洲出现大饥荒所致，走投无路的爱尔兰人和德意志人来到美国。内战之后，美国的经济平稳上升，并迎来了第二次工业革命，对劳动力的需求迎来了新一轮的移民热潮，斯堪的纳维亚人和东南欧的移民也渐渐来到美国。同时，西部加利福尼亚金矿的发现使美国人迫切地需要建设横跨北美大陆的铁路，这就使大量中国劳力来到北美。同时期日本也进行着明治维新，在向西方学习的思潮下日本人也渐渐来到美国。在这样的大背景下，美国人却对移民越来越排斥，宗教的因素、惧怕外来劳工同本国工人竞争、对于他们能否同化入美国的忧虑以及这个时期本土主义的泛滥都为这场排外主义运动提供了口实。这时，每天都有报刊杂志报道欧洲把他们国家的“渣滓”倾倒到美国，美国成了一个大“垃圾场”。还有一个原因是美国人担心移民“抢掠”美国的财产，因为他们大多是把钱寄回老家或是带着所有积蓄回乡，意大利移民在美国公众的眼中就是不愿扎根的“候鸟”。

### 1921年移民法令
受到了美国本土主义势力的压迫，美国国会在1921年通过了名为《紧急限额法案》的紧急法令，制定了用来限制美国移民数量的“国家起源”临时制度。它运用比例分析系统对欧洲移民采取数量限制措施，是美国移民政策的一个重要转折点。紧急限额法令规定，根据1910年人口普查，每年来自任一国家的新增移民数量不得超过在美国居住的该国家居民数量的3%。这一法令产生的结果是新增移民数由1920年的805228骤减至1921-1922年的309556。《1924年移民法令》在此基础上做了修订，最终由美国最高法院通过，将临时政策变为了永久性联邦法。

### 影响法令的关键人物
- 亨利·卡伯特·洛奇（Henry Cabot Lodge，1850-1924）是美国共和党参议员，也是西奥多·罗斯福的密友，两人都支持对移民的限制政策和百分百美国主义。亨利认为拙劣的外国劳动力会降低美国工人的生活标准，大批未受教育移民的涌入会导致社会冲突和国家衰退。他担心从东欧和欧洲南部来的移民会带来贫穷和不断上升的犯罪率，而这部分人极难被同化且会影响美国的文化标准。他主张对外来移民者进行文化测试，去掉文化素质较低的人以便对现有移民进行更好的同化。1907-1911年间他在迪林厄姆委员会（英语：Dillingham Commission）工作，研究移民现况并向国会提出建议。1909年他最早提出了对欧洲南部和东欧的移民数量进行限制的相关政策。[9]

- 阿尔伯特·约翰逊（Albert Johnson）是共和党国会议员，移民和归化委员会（英语：Committee on Immigration and Naturalization）主席，是1924年移民法令的主要作者。他是一个激进的本土主义者[10]，是优生学研究协会（英语：The Eugenics Research Association）的领头人物。他认为犹太人是“肮脏的、非美国式的，拥有危险的习惯。”[11]
- 大卫·艾肯瑞德（David Aiken Reed，1880-1953) 一名律师，共和党员，与约翰逊一起是1924年移民法令的合作作者。他认为东欧和欧洲南部以及犹太移民来到美国时是饥寒交迫、疾病缠身，没有能力为美国经济作出贡献，也无法适应美国的文化。[12]
- 伊曼纽尔·赛勒（Emanuel Celler，1888-1981），其长辈是德国移民，他强烈反对1924年的移民法令，在接下来的40多年里他致力于废除基于国籍配额的移民限制政策。
- 麦迪逊·格兰特：一名美国律师，人种改良主义者，在1916年著有The passing of the great race[13]，书中提出了北欧理论，即认为北欧种族优于其它人种，许多支持移民法令的人都深受了这一理论的影响。格兰特为1924年移民法令提供了欧洲国家在美国移民数量的统计资料。[14]
- 塞缪尔·冈珀斯（英语：Samuel Gompers，1850-1924）是犹太移民。他创建了美国劳工联合会并成为联合会领袖。同其他许多致力于劳工联盟的美国人一样，他反对宽松的欧洲移民政策，因为大量廉价劳动力的涌入降低了工人们的工资，尽管这样会大量减少美国的犹太移民数量。[15]他是排华法令（英语：Chinese Exclusion Act of 1882）的强烈支持者。[16]

## 规定与条款
该移民法令使1921年设置的美国移民基础限制成为永久性规定，并且修正了在那之后建立起来的“国民出生地公式”。它与1917年的移民法一起主导美国移民政策长达35年。“1952年移民与国籍法”彻底修订了该法令。该法令共有32条，1至5条对相关术语（法令名称、移民、配额移民等）进行了规定或定义，6至23条是具体规定，24至32条主要是对1917年移民法令某些条款的重复。
法令相关要点如下：
- 法令通过到1927年6月30日的三年内，法令规定了每年任何国籍的移民人数只有占该国1890年时在美国居住人口2%的年度配额。
- 法令规定自1927年7月1日起，“国民出生地公式”不再使用百分比计算，总移民数限制到150,000以内，移民出身国的比例将按照1920人口普查得到的来自其出身国的人口占美国总人口比例分配。（从2%到150,000的变更后来被推迟到1929年7月1日）
- 法令在配额制度下给予了某些美国居民的亲属优先移民的权利，某些亲属具体指他们21岁以下的未婚子女、父母、21岁及以上年龄的配偶。它还优先21岁及以上年龄的熟练农业移民、他们的妻子和16岁以下的孩子。非配额身份被赋予给美国公民的妻子和未满18岁的未婚子女、西半球国家的原住民和他们的家人、非移民等。后来的修正案取消了某些固有的歧视女性的规定。
- 法令建立了移民的“领事控制系统”，划分了国务院和原美国移民及归化局的移民管理职责，强制外籍人士持有美国海外领事馆签发的有效移民签证，否则不允许进入美国。
- 法令规定没有资格成为公民的外籍人士不可以作为移民进入美国。这主要针对日本和中国人。它对违反美国移民法将外籍人士送到美国领土的运输公司实行罚款。它定义了“移民”术语，并将所有其他外籍人士进入美国都被归为“非移民”的行列，即临时访客。它建立了非移民的准入分类级别。

### 配額計算公式
1924年法案規定，自1927財政年度起，將以1920年的人口普查數據來決定各國移民配額。人口普查局與美國商務部估算了《1920年美國白人族群的國家來源》（National Origins of the White Population of the United States in 1920）的人數，並據此計算各國族裔所占百分比。
「國家來源配額公式」（National Origins Formula）依此百分比，從每年15萬名移民的總配額中，按比例分配給各國，最低配額為100人。此配額公式一直沿用至1952年《移民與國籍法》通過為止，該法改採簡化公式，將每個國家的配額限制為其1920年該族人口的千分之六（即1/6 of 1%），最低配額同樣為100人。
| 國家                          | 人口計數   | 佔比     |
| ----------------------------- | ---------- | -------- |
| 奥地利第一共和国              | 843,000    | 0.942%   |
| 比利时                        | 778,000    | 0.869%   |
| 捷克斯洛伐克                  | 1,715,000  | 1.916%   |
| 丹麦                          | 705,000    | 0.788%   |
| 爱沙尼亚                      | 69,000     | 0.077%   |
| 芬兰                          | 339,000    | 0.379%   |
| 法國                          | 1,842,000  | 2.058%   |
| 德国                          | 15,489,000 | 17.305%  |
| 希臘                          | 183,000    | 0.204%   |
| 匈牙利王國                    | 519,000    | 0.580%   |
| 愛爾蘭自由邦                  | 10,653,000 | 11.902%  |
| 意大利                        | 3,462,000  | 3.868%   |
| 拉脫維亞                      | 141,000    | 0.158%   |
| 立陶宛                        | 230,000    | 0.257%   |
| 荷蘭                          | 1,881,000  | 2.102%   |
| 挪威                          | 1,419,000  | 1.585%   |
| 波蘭第二共和國                | 3,893,000  | 4.349%   |
| 葡萄牙                        | 263,000    | 0.294%   |
| 罗马尼亚王国                  | 176,000    | 0.197%   |
| 俄羅斯 （作為 蘇聯的一部分）  | 1,661,000  | 1.856%   |
| 西班牙                        | 150,000    | 0.168%   |
| 瑞典                          | 1,977,000  | 2.209%   |
| 敘利亞第一共和國和 大黎巴嫩國 | 73,000     | 0.082%   |
| 瑞士                          | 1,019,000  | 1.138%   |
| 土耳其                        | 135,000    | 0.151%   |
| 英国                          | 39,216,000 | 43.814%  |
| 南斯拉夫王國                  | 504,000    | 0.563%   |
| 1920年度總計                  | 89,507,000 | 100.000% |

### 各國在歷次移民法下的配額
下表列出東半球各國歷史上的移民配額（截至每年6月30日的財政年度），這些配額是根據從1921年《緊急配額法》至1965年最後一個配額年度間陸續頒布與修訂的移民法所計算。1922年與1925年所採用的系統是根據歷年普查中外國出生人口的記錄，屬於臨時性措施；而1924年法案所採用的「國家來源公式」則以1920年全美總人口普查為基礎，自1929年7月1日起生效。
| 年度國家配額                 | 1921年法令 | 1921年法令 | 1924年法令 | 1924年法令 | 1924年法令 | 1924年法令 | 1952年法令 | 1952年法令 |
| 年度國家配額                 | 1922       | %          | 1925       | %          | 1930       | %          | 1965       | %          |
| ---------------------------- | ---------- | ---------- | ---------- | ---------- | ---------- | ---------- | ---------- | ---------- |
| 阿爾巴尼亞                   | 288        | 0.08%      | 100        | 0.06%      | 100        | 0.07%      | 100        | 0.06%      |
| 亚美尼亚                     | 230        | 0.06%      | 124        | 0.08%      | 100        | 0.07%      | 100        | 0.06%      |
| 奧地利第一共和國             | 7,451      | 2.08%      | 785        | 0.48%      | 1,413      | 0.92%      | 1,405      | 0.89%      |
| 比利时                       | 1,563      | 0.44%      | 512        | 0.31%      | 1,304      | 0.85%      | 1,297      | 0.82%      |
| 保加利亞                     | 302        | 0.08%      | 100        | 0.06%      | 100        | 0.07%      | 100        | 0.06%      |
| 捷克斯洛伐克                 | 14,357     | 4.01%      | 3,073      | 1.87%      | 2,874      | 1.87%      | 2,859      | 1.80%      |
| 但泽自由市                   | 301        | 0.08%      | 228        | 0.14%      | 100        | 0.07%      |            |            |
| 丹麦                         | 5,619      | 1.57%      | 2,789      | 1.69%      | 1,181      | 0.77%      | 1,175      | 0.74%      |
| 爱沙尼亚                     | 1,348      | 0.38%      | 124        | 0.08%      | 116        | 0.08%      | 115        | 0.07%      |
| 芬兰                         | 3,921      | 1.10%      | 471        | 0.29%      | 569        | 0.37%      | 566        | 0.36%      |
| 阜姆自由邦                   | 71         | 0.02%      |            |            |            |            |            |            |
| 法國                         | 5,729      | 1.60%      | 3,954      | 2.40%      | 3,086      | 2.01%      | 3,069      | 1.94%      |
| 德国                         | 67,607     | 18.90%     | 51,227     | 31.11%     | 25,957     | 16.89%     | 25,814     | 16.28%     |
| 希臘                         | 3,294      | 0.92%      | 100        | 0.06%      | 307        | 0.20%      | 308        | 0.19%      |
| 匈牙利王國                   | 5,638      | 1.58%      | 473        | 0.29%      | 869        | 0.57%      | 865        | 0.55%      |
| 冰島王國                     | 75         | 0.02%      | 100        | 0.06%      | 100        | 0.07%      | 100        | 0.06%      |
| 愛爾蘭自由邦                 | [ e ]      |            | 28,567     | 17.35%     | 17,853     | 11.61%     | 17,756     | 11.20%     |
| 意大利                       | 42,057     | 11.75%     | 3,854      | 2.34%      | 5,802      | 3.77%      | 5,666      | 3.57%      |
| 拉脫維亞                     | 1,540      | 0.43%      | 142        | 0.09%      | 236        | 0.15%      | 235        | 0.15%      |
| 立陶宛                       | 2,460      | 0.69%      | 344        | 0.21%      | 386        | 0.25%      | 384        | 0.24%      |
| 盧森堡                       | 92         | 0.03%      | 100        | 0.06%      | 100        | 0.07%      | 100        | 0.06%      |
| 荷蘭                         | 3,607      | 1.01%      | 1,648      | 1.00%      | 3,153      | 2.05%      | 3,136      | 1.98%      |
| 挪威                         | 12,202     | 3.41%      | 6,453      | 3.92%      | 2,377      | 1.55%      | 2,364      | 1.49%      |
| 波蘭第二共和國               | 31,146     | 8.70%      | 5,982      | 3.63%      | 6,524      | 4.24%      | 6,488      | 4.09%      |
| 葡萄牙                       | 2,465      | 0.69%      | 503        | 0.31%      | 440        | 0.29%      | 438        | 0.28%      |
| 罗马尼亚王国                 | 7,419      | 2.07%      | 603        | 0.37%      | 295        | 0.19%      | 289        | 0.18%      |
| 俄羅斯 （作為 蘇聯的一部分） | 24,405     | 6.82%      | 2,248      | 1.37%      | 2,784      | 1.81%      | 2,697      | 1.70%      |
| 西班牙                       | 912        | 0.25%      | 131        | 0.08%      | 252        | 0.16%      | 250        | 0.16%      |
| 瑞典                         | 20,042     | 5.60%      | 9,561      | 5.81%      | 3,314      | 2.16%      | 3,295      | 2.08%      |
| 瑞士                         | 3,752      | 1.05%      | 2,081      | 1.26%      | 1,707      | 1.11%      | 1,698      | 1.07%      |
| 土耳其                       | 2,388      | 0.67%      | 100        | 0.06%      | 226        | 0.15%      | 225        | 0.14%      |
| 英国                         | 77,342     | 21.62%     | 34,007     | 20.65%     | 65,721     | 42.76%     | 65,361     | 41.22%     |
| 南斯拉夫王國                 | 6,426      | 1.80%      | 671        | 0.41%      | 845        | 0.55%      | 942        | 0.59%      |
| 和 新西兰                    | 359        | 0.10%      | 221        | 0.13%      | 200        | 0.13%      | 700        | 0.44%      |
| 歐洲總計                     | 356,135    | 99.53%     | 161,546    | 98.10%     | 150,591    | 97.97%     | 149,697    | 94.41%     |
| 亞洲總計                     | 1,066      | 0.30%      | 1,300      | 0.79%      | 1,323      | 0.86%      | 3,690      | 2.33%      |
| 非洲總計                     | 122        | 0.03%      | 1,200      | 0.73%      | 1,200      | 0.78%      | 4,274      | 2.70%      |
| 總計                         | 357,803    | 100.00%    | 164,667    | 100.00%    | 153,714    | 100.00%    | 158,561    | 100.00%    |

1. ↑  Quota per country limited to 3% of the number of foreign-born persons of that nationality residing in the U.S. in the 1910 census (FY 1922-1924)
2. ↑  Quota per country limited to 2% of the number of foreign-born persons of that nationality residing in the U.S. in the 1890 census (FY 1925-1929)
3. ↑  Quota per nationality limited to a percentage share of 150,000 in a ratio proportional to the number of U.S. inhabitants of that national origin as a share of all U.S. inhabitants in the 1920 census (FY 1930-1952)
4. ↑  Quota per nationality limited to one-sixth of 1% of the number of U.S. inhabitants of that national origin in the 1920 census (FY 1953-1965)
5. 1 2  From 1921 to 1924, quota for United Kingdom of Great Britain and Ireland encompassed all of Ireland; after 1925, only Northern Ireland, with a separate quota created for the Irish Free State

## 结果与影响
该修正公式使得移民总数从1923-24年度的357,803减少到1924-25年度的164,667。该法律对不同国家的影响差异很大。来自英国和爱尔兰的移民下跌了19%，而意大利移民的则下跌超过90%。
该法令通过建立配额控制“不受欢迎的”的移民。该法令禁止特定国家包括来自亚太地區的日本、中国、菲律宾（美控）、暹罗（泰国），法属印度支那（今老挝、越南和柬埔寨）、朝鮮半島（日本殖民地）、荷兰东印度群岛（今印度尼西亚）、英屬马来亚（今西馬和新加坡）、英屬缅甸、英屬印度和锡兰（斯里兰卡）的移民。在1790年归化法令的基础上，这些移民中的非白人没有资格入籍，该法令禁止任何没有入籍资格的人进一步移民。另外该法令没有对拉美国家的移民设限。
1900年至1910年，每年大约有200,000意大利人移民。根据1924年的配额，每年允许4,000人。相比之下，德国的年度配额是57,000。在被允许移民的155,000人中，约86%来自北欧国家，德国、英国和爱尔兰拥有最高的配额。新的配额移民对来自东南欧的人非常严格。1924年更多来自意大利、捷克、南斯拉夫、希腊、立陶宛、匈牙利、波兰、葡萄牙、罗马尼亚、西班牙、中国、日本的移民离开美国，超过从这些国家抵达美国的人数。